# Naite mo Ii n'Da yo
"Naite mo Ii n'Da yo" (泣いてもいいんだよ, lit. "Não Há Problemas em Chorar"), as vezes estilizado como "NAITEMOIINDAYO", é o décimo primeiro single do grupo idol Japonês Momoiro Clover Z. Ele foi lançado no Japão dia 8 de maio de 2014.

## Antecedentes
"Doudou Heiwa Sengen" foi anunciada em 21 de janeiro de 2014 como música-tema de Idainaru, Shurarabon (偉大なる、しゅららぼん), filme estreado em 8 março de 2014. "Doudou Heiwa Sengen" foi escrita por Chinza DOPENESS e composta por MICHEL☆PUNCH, KEIZOmachine! e EVISBEATS. O single foi anunciado em 11 de fevereiro de 2014 no concerto Momoiro Clover Z Momoclo Club xoxo Valentine DE NIGHT Daa~ Z! 2014, enquanto "Doudou Heiwa Sengen" foi confirmada como lado B do single. "Naite mo Ii n'Da yo" foi oficialmente anunciada e estreada no primeiro dia do concerto Momoclo Haru no Ichidaiji 2014 Kokuritsu Kyogijou Taikai ~NEVER ENDING ADVENTURE Yume no Mukou e~, em 15 de março de 2014, e foi confirmada como música-tema de Akumu-chan the Movie, filme estreado em 3 de maio de 2014. Seu segundo lado B "My Dear Fellow" foi estreado no Estádio Yankee quando foi usado para aquecer o jogador Masahiro Tanaka em seu primeiro jogo com os New York Yankees.

## Faixas
Informações sobre letristas, compositores e arranjistas retiradas do encarte do single.
| CD (edição regular) |                                                                        |                 |                                          |                                          |         |  |
| N.º                 | Título                                                                 | Letras          | Música                                   | Arranjo                                  | Duração |  |
| 1.                  | "Naite mo Ii n'da yo" (泣いてもいいんだよ; Não Há Problemas em Chorar) | Miyuki Nakajima | Miyuki Nakajima                          | Ichizo Seo                               | 5:08    |  |
| 2.                  | "Doudou Heiwa Sengen" (堂々平和宣言; Impondo Declaração de Paz)        | Chinza DOPENESS | MICHEL☆PUNCH / KEIZOmachine! / EVISBEATS | MICHEL☆PUNCH / KEIZOmachine! / EVISBEATS | 3:39    |  |
| 3.                  | "My Dear Fellow"                                                       | Takahiro Maeda  | Shihori                                  | Yukari Hashimoto                         | 4:08    |  |
| 4.                  | "Naite mo Ii n'da yo (off vocal ver.)"                                 |                 |                                          |                                          | 5:08    |  |
| 5.                  | "Doudou Heiwa Sengen (off vocal ver.)"                                 |                 |                                          |                                          | 3:39    |  |
| 6.                  | "My Dear Fellow (off vocal ver.)"                                      |                 |                                          |                                          | 4:08    |  |

| CD (edição limitada) |                                                                        |                 |                                          |                                          |         |  |
| N.º                  | Título                                                                 | Letras          | Música                                   | Arranjo                                  | Duração |  |
| 1.                   | "Naite mo Ii n'da yo" (泣いてもいいんだよ; Não Há Problemas em Chorar) | Miyuki Nakajima | Miyuki Nakajima                          | Ichizo Seo                               | 5:08    |  |
| 2.                   | "Doudou Heiwa Sengen" (堂々平和宣言; Impondo Declaração de Paz)        | Chinza DOPENESS | MICHEL☆PUNCH / KEIZOmachine! / EVISBEATS | MICHEL☆PUNCH / KEIZOmachine! / EVISBEATS | 3:39    |  |
| 3.                   | "Naite mo Ii n'da yo (off vocal ver.)"                                 |                 |                                          |                                          | 5:08    |  |
| 4.                   | "Doudou Heiwa Sengen (off vocal ver.)"                                 |                 |                                          |                                          | 3:39    |  |

| DVD (edição limitada) |                                                   |         |  |
| N.º                   | Título                                            | Duração |  |
| 1.                    | "Naite mo Ii n'da yo Music Video" (Vídeo musical) |         |  |

## Desempenho nas paradas musicais
| Parada                                     | Melhor posição | Semanas na parada |
| ------------------------------------------ | -------------- | ----------------- |
| Oricon Weekly Singles Chart                | 1              | 13                |
| Oricon Monthly Singles Chart               | 4              | —                 |
| Billboard Japan Hot 100                    | 2              | 9                 |
| Billboard Japan Hot Singles Sales          | 1              | 10                |
| Billboard Japan Hot Top Airplay            | 13             | 6                 |
| Billboard Japan Adult Contemporary Airplay | 15             | 5                 |